# Tunestenen
Tunestenen (N KJ72) är en runsten som påträffades 1627 vid Tune kirke i Sarpsborgs kommun, Østfold, Norge. Stenens inskription är från 400-talet.  

## Inskrift
Inskriften är ristad med den äldre futharken och lyder:
ekwiwaRafter ·woduri
dewitadahalaiban:worahto[...]
[...]h:woduride:staina.    Också läst: [...]Rwodu--
þrijoRdohtriRdalidun
arbijasijosteRarbijano
Ställen i texten där runorna är försvunna har markerats med hakparenteser. Det är omdebatterat hur mycket av inskriften som är försvunnen samt hur raderna skall läsas och vilka rader som hör samman.

## Tolkning
Den senaste tolkningen av stenens text gav Ottar Grønvik 1981. Han har sedan dess gjort mindre revisioner av sin tolkning, och tog då hänsyn till mycket av den kritik som riktades mot hans tidigare tolkningar. Följande tolkning är den senaste revisionen från 1998:
ek WiwaR after Wōdurīdē witanda-halaiban
worahtō [runō(R)], [fal]h Wōdurīdē staina.
þrijōR dohtriR dālidun arbija, āsijōstēR arbijanō.
Jag Wiw efter Wodurid, han som sörjt för brödet,
gjorde runor, överdrog stenen till Wodurid.
Tre döttrar gjorde gravölet fint, som de älskligaste av arvingar.
Karakteristiken witanda-halaiban betyder 'han som sörjt för brödet', det vill säga att han drev gården på ett tillfredsställande sätt och skaffade välstånd till de sina. Att han överdrog stenen till Wodurid betyder att han i en rituell handling vigt stenen till Wodurid.
Grønvik menar att Wiw troligast var huvudarvinge, och ärvde tillsammans med döttrarna. Men han kan också tänka sig att bara döttrarna var arvingar. I så fall har Wiw varit en nära släkting eller gift med en av döttrarna, rest stenen och lett begravningsceremonin.

## Äldre tolkningar

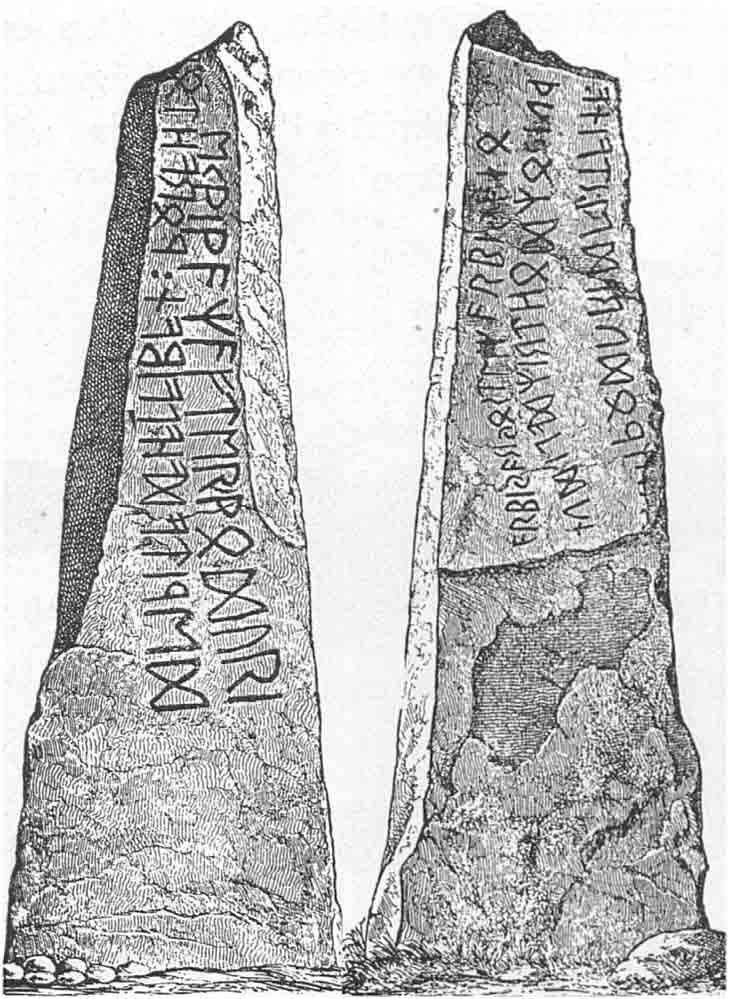

### Sophus Bugge 1891-1903
Inskriften har diskuterats sedan 1821, men uppfattningen kring runornas ljudvärden var länge osäkra på 1800-talet. Först 1891 klarade Sophus Bugge att ge ekvivalenta ljudvärden till alla runorna i inskriften, och gav utifrån detta en tolkning. Denna tolkning reviderade han 1903 till:
ek WīwaR after Wōðurīðē witaðahalaiban worahtō [rūnōR
(jah) sattō] (afte)R Wōðurīðē staina.
þrijōR dohtriR da‹i›liðun arbija si‹b›jōstēR arbijanō.
Jag Wiw efter Wodurid lags-frände förarbetade runorna
och satte efter Wodurid stenen.
Tre döttrar delade arv (som) de närmast besläktade av arvingarna.
Bokstäverna inom ‹ › är språkljud som Bugge menade var utelämnade på grund av slarv eller fel. 
Många av diskussionerna kring stenen har fram till idag handlat om förhållandet mellan Wodurid, Wiw, döttrarna och arvingarna. Bugge menade att Wiw högg runorna och reste stenen. Wodurid var hans stridskamrat. Döttrarna var de närmaste arvingarna och delade arvet.

### Carl Marstrander 1930
En ny helhetstolkning gav Carl Marstrander 1930:
ek WiwaR after Wōðurīðē witandahalaiban worahtō [waru]
[me]R Wōðurīðe staina þiujōR dohtriR dāliðun,
arbija āsijōsteR arbijanō. 
Jag Wiw gjorde denna stengrav efter Wodurid, brödtryggaren.
Trälkvinnans döttrar (dvs. mina trälfödda döttrar) reste denna sten över mig,
men arvölet höll de manliga arvingar som stod Asen närmast.
Med att de manliga arvingarna stod Asen närmast menas att de stammade från Oden. I fornnordisk tid var det inte ovanligt att hövdingaätter förde sin släktlinje tillbaka till asagudarna.
Marstrander menade att Wiw var Wodurids huvudarvinge och efterföljare. De trälfödda döttrarna reste stenen och de närmast (manliga) arvingarna stod för arvölet och delade upp arvet.
En invändning mot Marstranders tolkning var att Wodurid själv förde ordet på sin gravsten, något som verkar något underligt. En annan invändning är att inskriften inte bara kan tolkas som att det bara fanns manliga arvingar.